# Il livello
Il livello (Water Is for Washing) è un racconto breve di fantascienza del 1947 dello scrittore statunitense Robert A. Heinlein. 

## Storia editoriale
Fu pubblicato per la prima volta nel numero del novembre 1947 della rivista Argosy, senza i due ultimi paragrafi che furono eliminati dal redattore; in seguito è stato incluso nell'antologia personale The Menace From Earth del 1959.
La traduzione in italiano di Paolo Scognamiglio è stata pubblicata nel 1962 dalla Arnoldo Mondadori Editore in appendice al volume n. 274 di Urania.

## Trama
Nel racconto un catastrofico terremoto provoca uno tsunami che muove verso nord superando la diga di depositi alluvionali che separa il Golfo di California dalla Imperial Valley allagando transitoriamente questo bassopiano.
All'inizio della storia, Heinlein utilizza il personaggio di un barista di El Centro per introdurre il pericolo di terremoto e inondazione:
(Heinlein, Il livello, p. 131)
Il protagonista, nonostante la sua avversione per l'acqua, si ferma a raccogliere due bambini e un vagabondo che incontra mentre guida freneticamente verso un terreno più elevato per sfuggire all'alluvione; il dramma è centrato sugli sforzi degli uomini per sopravvivere e salvare i giovani dall'annegamento.

## Critica
In questa storia Heinlein ha adottato la tecnica di mettere una persona che ha particolari caratteristiche in una situazione in contrasto con la sua natura; secondo Alexei Panshin non è vera fantascienza, ma arriva ad essere una storia leggibile.

### Edizione italiana
- Robert A. Heinlein, Il livello, in La guerra delle macchine, collana Urania, traduzione di Paolo Scognamiglio, n. 274, Mondadori, 28 gennaio 1962,  pp. 131-137, 143.

### Fonti critiche
- (EN) James Daniel Gifford, The New Heinlein Opus List, in Robert A. Heinlein: A Reader's Companion (PDF), Nitrosyncretic Press, 2000, ISBN 978-0-9679874-1-5. URL consultato il 12 ottobre 2015.

- (EN) Alexei Panshin, III. THE PERIOD OF SUCCESS - 2. 1947, in Heinlein in dimension, Chicago, Advent:Publishers Inc, aprile 1968. URL consultato il 25 aprile 2016.